# Balongmojo (Benjeng)
Balongmojo is een bestuurslaag in het regentschap Gresik van de provincie Oost-Java, Indonesië. Balongmojo telt 1493 inwoners (volkstelling 2010).